# Good Boys - Quei cattivi ragazzi
Good Boys - Quei cattivi ragazzi (Good Boys) è un film del 2019 diretto da Gene Stupnitsky.

## Trama
Gli amici Max, Lucas e Thor cominciano la prima media e ognuno affronta le proprie difficoltà: a Max piace la sua compagna di classe Brixlee, Lucas scopre che i suoi genitori stanno per divorziare e la passione per il canto di Thor viene rifiutata dai suoi coetanei. Quando arriva la possibilità per Max di baciare Brixlee in occasione di una festa, i tre usano il drone del padre di Max per spiare la vicina adolescente Hannah nel tentativo di capire come si bacia. Il piano fallisce, il drone viene distrutto e i tre si ritrovano in possesso della droga di Hannah: decidono quindi di saltare scuola per comprare un nuovo drone.
Una volta arrivati al negozio, scoprono che Hannah e la sua amica Lily hanno già comprato il drone e che lo avrebbero avuto solo in cambio della droga di Hannah. Avendo consegnato la droga alla polizia, i ragazzi riescono ad ottenerne altra dall’ex fidanzato di Hannah, Benji, e la scambiano per il drone. Il padre di Max viene comunque a sapere dell’accaduto e i tre litigano. Quando Lucas racconta ai genitori della probabile fine delle sue amicizie, loro gli ricordano che stanno crescendo.
Quella notte Lucas convince Max e Thor ad andare alla festa. Max riesce finalmente a baciare Brixlee mentre gli altri due ragazzi incontrano nuovamente Hannah e Lily. La seconda si rivela essere la sorella di Soren, il popolare studente che aveva organizzato la festa, e incoraggia Thor a non abbandonare il canto. Nelle settimane seguenti Thor ottiene un ruolo in un musical scolastico, Lucas si unisce al gruppo anti-bullismo e, dopo la fine delle sue relazioni con Brixlee e Taylor, Max comincia a uscire la sua compagna di classe Scout. In seguito a una performance del musical di Thor i tre si riconciliano e promettono di rimanere amici almeno nei momenti più importanti.

## Produzione
Nel marzo 2018 Jacob Tremblay viene scelto per il ruolo di protagonista nel film.
Le riprese del film, il cui budget è stato di 20 milioni di dollari, si sono svolte a Vancouver.

## Promozione
Il primo trailer del film viene diffuso l'11 marzo 2019.

## Distribuzione
La pellicola è stata presentata al South by Southwest l'11 marzo 2019, e distribuita nelle sale cinematografiche statunitensi a partire dal 16 agosto 2019, mentre in Italia arriva dal 12 settembre dello stesso anno.

### Divieti
Negli Stati Uniti la pellicola è stata vietata ai minori di 17 anni non accompagnati da adulti per la presenza di "forte contenuto sessuale, droga e alcol, linguaggio non adatto, tutto con protagonisti adolescenti".

## Accoglienza

### Incassi
Il film si posiziona al primo posto del botteghino statunitense nel suo primo fine settimana di programmazione, incassando 21 milioni di dollari.

### Critica
Sull'aggregatore Rotten Tomatoes il film riceve il 80% delle recensioni professionali positive, con un voto medio di 6,52 su 10 basato su 237 critiche, mentre su Metacritic ottiene un punteggio di 60 su 100 basato su 39 critiche.

## Riconoscimenti
- 2019 - E! People's Choice Awards[12]
  - Candidatura per il miglior film commedia

## Casi mediatici
Durante le riprese, il sito TMZ ha pubblicato le foto di Keith L. Williams sul set, mostrando un trucco aggiuntivo per scurire la sua pelle, scatenando polemiche circa il blackface, per il quale il produttore Seth Rogen ha chiesto scusa annunciando di vigilare e di non far accadere nuovamente la cosa.